# Forssjö
Forssjö is een plaats in de gemeente Katrineholm in het landschap Södermanland en de provincie Södermanlands län in Zweden. De plaats heeft 513 inwoners (2005) en een oppervlakte van 60 hectare.

## Verkeer en vervoer
Bij de plaats lopen de Riksväg 52 en Riksväg 55/Riksväg 56.